# Virginie Ancelot
Marguerite-Louise Virginie Ancelot, geboortenaam Chardon (Dijon, 15 maart 1792 - Parijs, 20 maart 1875) was een Franse salonnière, schrijver, toneelschrijver en schilder. Ancelot organiseerde in het hôtel de La Rochefoucauld in Parijs een van de laatste grote literaire salons van de negentiende eeuw.

## Biografie
Ancelot begon haar professionele loopbaan als schilder en exposeerde een van haar schilderijen op de Salon van 1827. Ze vervolgde haar carrière als roman- en toneelschrijver; zo schreef Ancelot vijftien romans en een twintigtal toneelstukken die in verschillende theaters in Parijs werden opgevoerd.
In haar literaire salon in het hôtel de La Rochefoucauld in Parijs ontving Ancelot vanaf 1824 tot haar dood in 1875 schrijvers en schilders als Pierre-Édouard Lémontey, Charles de Lacretelle, Alphonse Daudet, Pierre Baour-Lormian, Victor Hugo, Sophie Gay en haar dochter Delphine de Girardin, Henri de Rochefort-Luçay, Mélanie Waldor, Jacques Babinet, Juliette Récamier, Anaïs Ségalas, François Guizot, Saint-Simon, Alfred de Musset, Stendhal, Chateaubriand, Alphonse de Lamartine, Alfred de Vigny, Prosper Mérimée en Eugène Delacroix.
Ancelot was gehuwd met de Franse schrijver en dramaturg Jacques-François Ancelot. De Franse jurist en journalist Marc Sangnier was hun achterkleinzoon via hun dochter Louise Ancelot.

## Werken
Romans
- Gabrielle (1840)
- Émerance (1842)
- Médérine (1843)
- La Nièce du banquier (1853)
- Renée de Varville (1853)
- Georgine (1855)
- Une famille parisienne (1857)
- Une route sans issue (1857)
- La Fille d'une joueuse (1858)
- Un nœud de ruban (1858)
- Un drame de nos jours (1860)
- Une faute irréparable (1860)
- Le Baron de Frèsmoutiers (1861)
- Les Deux Sœurs (1866)
- Les Jeunes Filles pauvres (Geen datum)

Toneelstukken

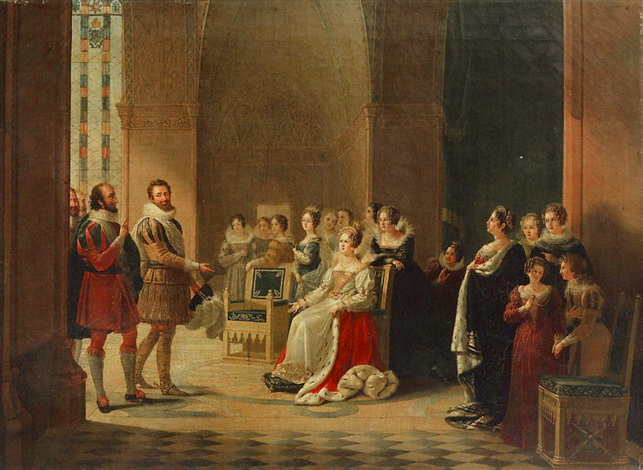
Hendrik IV en Catharina de' Medici, 1819

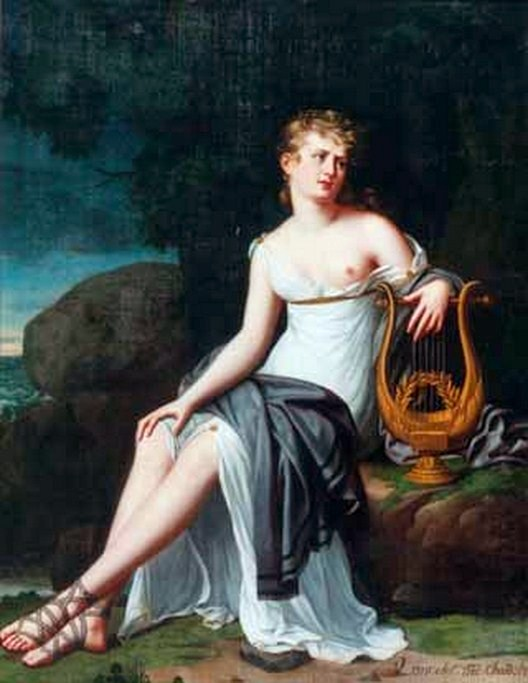
Sappho met lier

- Marie, ou Trois Époques, première Comédie-Française (Parijs), 11 oktober 1836 (in 1850 vertaald in het Nederlands door Christina Elisabeth da Silva)
- Le Château de ma nièce, Théâtre-Français (Parijs), 8 augustus 1837
- Isabelle, ou Deux Jours d'expérience, Théâtre-Français (Parijs), 14 maart 1838
- Juana, ou le Projet de vengeance, Théâtre du Vaudeville (Parijs), 4 juli 1838
- Clémence, ou la Fille de l'avocat, Gymnase-Dramatique (Parijs), 26 november 1839
- Les Honneurs et les Mœurs, ou le Même Homme, Gymnase-Dramatique (Parijs), 7 mei 1840
- Marguerite, Théâtre du Vaudeville (Parijs), 3 oktober 1840
- Le Père Marcel, Théâtre des Variétés (Parijs), 19 januari 1841
- Hermance, ou Un an trop tard, Théâtre du Vaudeville (Parijs), 15 april 1843
- Loïsa, Théâtre du Vaudeville (Parijs), 17 juni 1843
- Les Deux Impératrices, ou Une petite guerre, Théâtre de l'Odéon (Parijs), 4 november 1842
- L'Hôtel de Rambouillet, Théâtre du Vaudeville (Parijs), 19 november 1842
- Une Femme à la mode, Théâtre du Vaudeville (Parijs), 12 januari 1843
- Madame Roland, Théâtre du Vaudeville (Parijs), 28 oktober 1843
- Pierre le millionnaire, Théâtre du Vaudeville (Parijs), 2 maart 1844
- Follette, Théâtre du Vaudeville (Parijs), 8 october 1844
- Un Jour de liberté, Théâtre du Vaudeville (Parijs), 25 november 1844
- Une Année à Paris, Second Théâtre-Français (Parijs), 21 januari 1847
- Les Femmes de Paris, ou l'Homme de loisir, voorafgegaan door Un duel sans témoins, Théâtre de la Gaîté (Parijs), 5 oktober 1848

Schilderijen
- Historiserend schilderij van de ontmoeting tussen Hendrik IV van Frankrijk en Catharina de' Medici, vroeg werk, 1819 (verblijfplaats onbekend)
- Portret van Sappho met lier, zonder jaartal (Muzeum Sztuki, Łódź)

- Biblioteca Nacional de España: XX1193359
- Bibliothèque nationale de France: cb12107172f (data)
- Catàleg d'autoritats de noms i títols de Catalunya: 981058518551306706
- Gemeinsame Normdatei: 116303336
- International Standard Name Identifier: 0000 0001 0797 8122
- Library of Congress Control Number: nr90000139
- Nationale Bibliotheek van Tsjechië: xx0325106
- Nationale Bibliotheek van Israël: 987007418905305171
- Nationale Bibliotheek van Polen: a0000003076219
- Nederlandse Thesaurus van Auteursnamen: 072557869
- RKD-Nederlands Instituut voor Kunstgeschiedenis: 1602
- Istituto Centrale per il Catalogo Unico: LO1V180115
- LIBRIS: 169327
- Système universitaire de documentation: 029446139
- Union List of Artist Names: 500005831
- Virtual International Authority File: 122317061